# حفره زورقی
حُفرهٔ زورَقی (انگلیسی: Scaphoid fossa) یا حفره ناوی، فرورفتگی بیضی‌شکلی کم‌عمقی است در انتهای فوقانی صفحه بالی (تریگوئید) داخلی که محل اتصال عضلهٔ تنسور و لیپالاتین است.